# Белл, Густаво
Густаво Адольфо Белл Лемус (исп. Gustavo Adolfo Bell Lemus; род. 1 февраля 1957, Барранкилья) — колумбийский юрист, дипломат, политический и государственный деятель, вице-президент (1998—2002).

## Биография
Родился 1 февраля 1957 года в городе Барранкилья, департамент Атлантико, Колумбия. Окончил Папский Ксаверианский университет, где получил степени в области права и экономики. Позднее он окончил аспирантуру в Университете Анд, а затем в Испано-американском университете в Севилье, где получил стипендию на исследования от Министерства иностранных дел. Позднее он получил степень доктора философии в Колледже Святого Антония при Оксфордском университете.
Белл начал свою журналистскую карьеру в колумбийском издании El Heraldo, быстро обретя широкую популярность в северной части страны. В 1991 году Белл баллотировался на пост губернатора департамента Атлантико как независимый кандидат и одержал победу.
В 1997 году Белл присоединился к президентской кампании Андреса Пастраны Аранго, который предложил ему пост вице-президента Колумбии. В результате голосования они смогли одержать победу и были избраны на четырёхлетний срок. В мае 2001 года Белл дополнительно занял вакантный пост главы Министерства национальной обороны Колумбии.
29 октября 2010 года президент Хуан Мануэль Сантос назначил Белла послом в Кубе и привёл к присяге на церемонии во дворце Каса де Нариньо.